# Greatest Hits (Red Hot Chili Peppers)
Greatest Hits is het hitoverzicht van de Red Hot Chili Peppers vanaf het album Mother's Milk in 1989 tot en met het album dat in 2002 uit kwam, By The Way. Het is het tweede compilatiealbum van de Peppers. In 1992 werd met What Hits!? al een hitoverzicht uitgebracht, dat songs van hun beginperiode (1984) tot aan Mother's Milk (1989) bevatte.
Naast de bekende hits werden ook 2 nieuwe songs in de Greatest Hits-cd opgenomen: Fortune Faded en Save The Population. Fortune Faded werd, tegelijkertijd met het album, uitgebracht als single.

Het album bevat tevens een boekje met commentaren van de Peppers zelf. Ze vertellen over hun carrière en successen.

## Tracklist
1. "Under The Bridge" – 4:35 (van het album Blood Sugar Sex Magik)
2. "Give It Away" – 4:47 (van het album Blood Sugar Sex Magik)
3. "Californication" – 5:32 (van het album Californication)
4. "Scar Tissue" – 3:38 (van het album Californication)
5. "Soul To Squeeze" – 4:52 (van de soundtrack van Coneheads)
6. "Otherside" – 4:17 (van het album Californication)
7. "Suck My Kiss" – 3:38 (van het album Blood Sugar Sex Magik)
8. "By The Way" – 3:38 (van het album By The Way)
9. "Parallel Universe" – 4:31 (van het album Californication)
10. "Breaking the Girl" – 4:57 (van het album Blood Sugar Sex Magik)
11. "My Friends" – 4:11 (van het album One Hot Minute)
12. "Higher Ground" – 3:24 (van het album Mother's Milk)
13. "Universally Speaking" – 4:19 (van het album By The Way)
14. "Road Trippin'" – 3:28 (van het album Californication)
15. "Fortune Faded" – 3:23
16. "Save the Population" – 4:07